# Tornatellinops nepeanensis
Tornatellinops nepeanensis är en snäckart som först beskrevs av Preston 1913.  Tornatellinops nepeanensis ingår i släktet Tornatellinops och familjen Achatinellidae. Inga underarter finns listade i Catalogue of Life.